# 大荡漾
大荡漾是一个位于中国浙江省长兴县的湖泊，面积约为1.5平方千米，平均水深约为2—6米。